# دیکندورف
دیکندورف (به آلمانی: Dickendorf) یک شهر در آلمان است که در راینلاند-فالتس واقع شده‌است.

## خصوصیات
دیکندورف ۳۶۰ نفر جمعیت دارد.